# Jenisejsk
Jenisejsk (rusky Енисейск) je město v Krasnojarském kraji v Ruské federaci. Při sčítání lidu v roce 2010 měl bezmála devatenáct tisíc obyvatel.

## Poloha
Jenisejsk leží na levém, západním břehu Jeniseje, jen několik kilometrů nad jeho soutokem s levobřežním přítokem Kemem.

## Geografie

### Podnebí
| Jenisejsk – podnebí                  | Jenisejsk – podnebí | Jenisejsk – podnebí | Jenisejsk – podnebí | Jenisejsk – podnebí | Jenisejsk – podnebí | Jenisejsk – podnebí | Jenisejsk – podnebí | Jenisejsk – podnebí | Jenisejsk – podnebí | Jenisejsk – podnebí | Jenisejsk – podnebí | Jenisejsk – podnebí | Jenisejsk – podnebí |
| Období                               | leden               | únor                | březen              | duben               | květen              | červen              | červenec            | srpen               | září                | říjen               | listopad            | prosinec            | rok                 |
| ------------------------------------ | ------------------- | ------------------- | ------------------- | ------------------- | ------------------- | ------------------- | ------------------- | ------------------- | ------------------- | ------------------- | ------------------- | ------------------- | ------------------- |
| Nejvyšší teplota [°C]                | 2,9                 | 6,9                 | 16,5                | 27,0                | 32,3                | 35,1                | 34,7                | 33,6                | 29,2                | 21,1                | 9,6                 | 6,1                 | 35,1                |
| Průměrné denní maximum [°C]          | −16,3               | −11,4               | −1,8                | 6,2                 | 15,0                | 22,4                | 25,0                | 21,4                | 13,4                | 3,8                 | −7,0                | −13,6               | 4,8                 |
| Průměrná teplota [°C]                | −20,8               | −17,0               | −8,3                | 0,7                 | 8,8                 | 15,8                | 18,7                | 15,6                | 8,6                 | 0,3                 | −10,5               | −17,6               | −0,5                |
| Průměrné denní minimum [°C]          | −25,2               | −22,5               | −14,8               | −4,9                | 2,6                 | 9,3                 | 12,4                | 9,7                 | 3,8                 | −3,1                | −13,9               | −21,5               | −5,7                |
| Nejnižší teplota [°C]                | −50,5               | −49,9               | −39,3               | −35,6               | −12,5               | −3,5                | 2,1                 | −2,7                | −7,9                | −26,1               | −42,8               | −48,4               | −50,5               |
| Průměrné srážky [mm]                 | 27,1                | 19,4                | 18,7                | 30,2                | 42,9                | 52,6                | 61,1                | 60,4                | 51,9                | 45,9                | 42,5                | 36,6                | 489,3               |
| Zdroj: Climate and weather Yeniseysk |                     |                     |                     |                     |                     |                     |                     |                     |                     |                     |                     |                     |                     |

## Dějiny
Jenisejsk byl založen v roce 1619 kozáky jako opěrný bod při osídlování Sibiře. Od roku 1676 je městem.

## Významní rodáci
- Tadeusz Słobodzianek (* 1955), polský dramatik